# 帕索-德印第奧斯
43°51′50″S 69°2′50″W / 43.86389°S 69.04722°W
帕索-德印第奧斯，是阿根廷的城鎮，位於該國中部丘布特省，是帕索德印第奧斯縣的首府，海拔高度575米，每年平均降雨量200毫米，2010年人口1,264。